# Nacna malachite
Nacna malachite là một loài bướm đêm trong họ Noctuidae.